# III. Halparuntijasz
III. Halparuntijasz (hettita nyelven Ḫalparuntiyaš), Palalam fia, Gurgum királya az i. e. 8. század elején. Talán azonos III. Qalparunta, újhettita hattinai királlyal, akit III. Adad-nirári évkönyvei említenek. Ez teszi lehetővé datálását is.
Gurgum fővárosában, Markaszuban luvi hieroglifákkal írt neve is előkerült.